# LIU Sharks

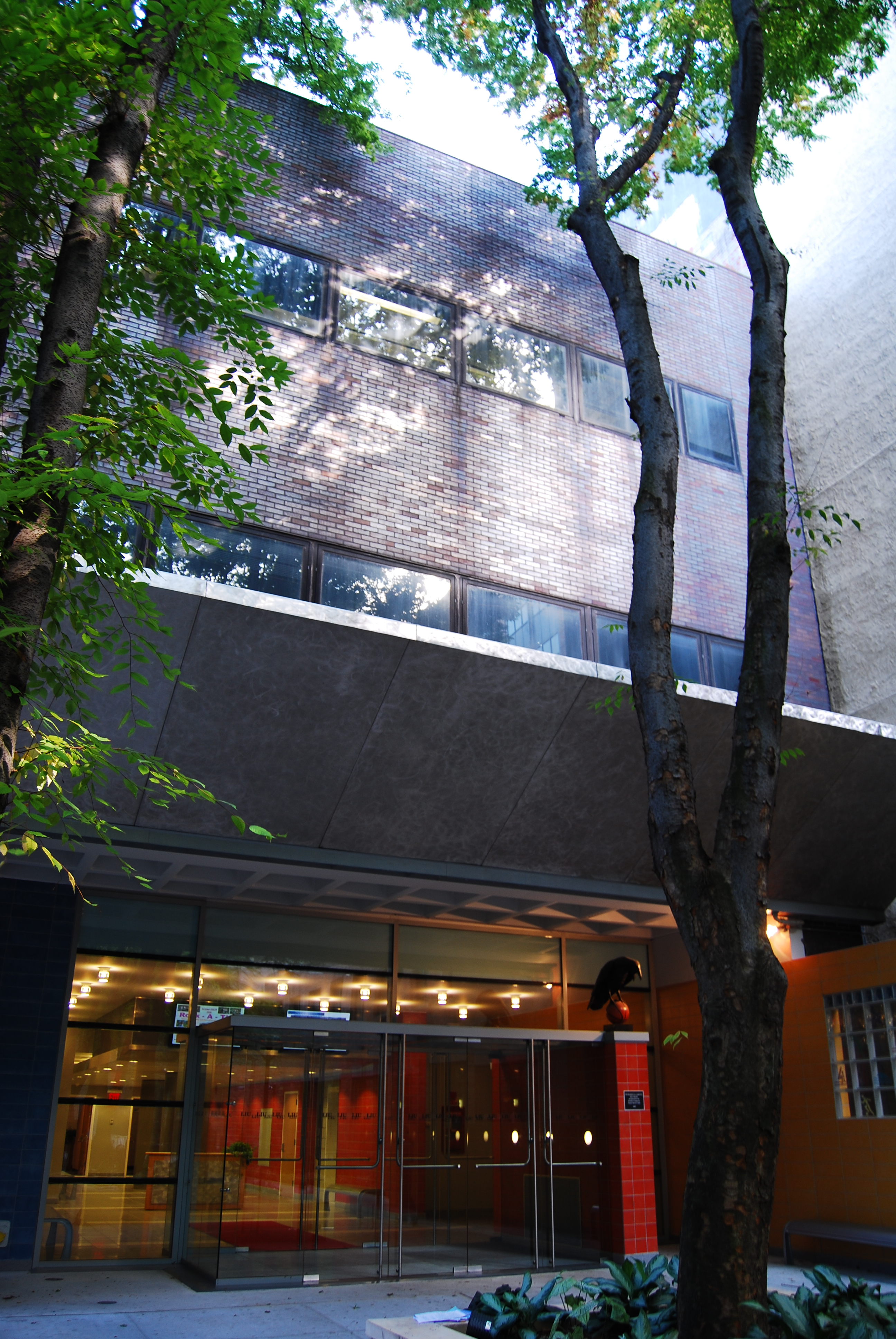
Steinberg Wellness Center.

Long Island Sharks (español: Tiburones de Long Island) es el nombre que reciben los equipos deportivos de la Universidad de Long Island, en sus campus de Brooklyn y Brookville, Nueva York. Los equipos de los Sharks participan en las competiciones universitarias organizadas por la NCAA, y forman parte de la Northeast Conference, de la cual son miembros de pleno derecho desde su creación en 1981. Hasta 2019 competían ambos campus de firma independiente, por un lado los LIU Brooklyn Blackbirds y por otro los LIU Post Pioneers, estos últimos en la División II de la NCAA.

## Apodo y mascota
El apodo de la universidad fue hasta 2019 el de Blackbirds, aunque también se les conoce como Pioneers, nombre elegido en 1955 en referencia a la creación de un centro privado pocos años después del final de la Segunda Guerra Mundial. La mascota era Sir Lancelot the Ocelot. En 2019 se convirtieron en los Sharks, tras la fusión de los campus de Brooklyn y Brookville. Se impuso el nuevo nombre en una votación entre los estudiantes a las otras dos opciones, los Eagles y los Falcons.

## Programa deportivo
Los Sharks participan en las siguientes modalidades deportivas:
| - Masculino - Atletismo - Atletismo cubierta - Baloncesto - Béisbol - Campo a través - Fútbol - Fútbol americano - Golf - Hockey sobre hielo - Lacrosse - Lucha - Natación | - Femenino - Atletismo - Atletismo cubierta - Baloncesto - Bowling - Campo a través - Equitación - Esgrima - Fútbol - Gimnasia - Golf - Hockey sobre hielo - Hockey sobre hierba - Lacrosse - Natación - Rugby - Sóftbol - Tenis - Voleibol - Waterpolo |

### Baloncesto
El equipo de baloncesto masculino consiguió ganar en dos ocasiones el National Invitation Tournament, en 1939 y 1941. Un total de 23 jugadores han llegado a ser profesionales en la NBA o en la ABA, destacando entre ellos Barry Leibowitz, Ray Felix o Dick Holub.

## Instalaciones deportivas
- Bethpage Federal Credit Union Stadium, en el campus del Post en Brookville, era la sede de los equipos de LIU Post de fútbol americano, hockey sobre césped y lacrosse para hombres y mujeres, antes de que los programas deportivos Brooklyn y Post se fusionaran en 2019. Ahora es la sede de los equipos LIU Sharks en esos deportes. Después de una renovación completada en 2019, el estadio tiene capacidad para más de 6.000 espectadores.[6]

- Steinberg Wellness Center es la instalación donde disputan sus partidos los equipos de baloncesto. Construido en 2006, tiene capacidad para 2.500 espectadores.[7]

- LIU Field es el estadio donde juegan los equipos de fútbol, béisbol y softball. tiene una capacidad para 2.000 espectadores.[8]